# Тулуза (виконтство)
Виконтство Тулуза (фр. Vicomté de Toulouse) — феодальное владение на юге Франции, располагавшееся на территории графства Альби.

## История
Авижерна (ум. после 894/909), дочь Жеро, графа Лиможа, имела неизвестного мужа, который был виконтом Тулузы. Тот имел сына Бенуа, который унаследовал этот титул. Он умер раньше 13 марта 909, так как он не был упомянут в завещании своего дяди по матери Жеро д'Орильяка.
В 961 году виконтом Тулузы стал некий Адемар. Неизвестно, относился ли он к семье предыдущих виконтов. Также после него было два предположительных виконта Тулузы по имени Арман (ум. после февраля 1080) и Адемар (ум. 1098 или позднее), хотя их титул достоверно не установлен. Больше никаких сведений о виконтах Тулузы не сохранилось.

## Список виконтов Тулузы
- IX век : ?, виконт Тулузы
- ?—до 9 октября 909 : Бенуа (ум. до 9 октября 909) — виконт Тулузы, сын предыдущего
- ?—после 961 : Адемар I (ум. после 961) — виконт Тулузы
- ?—после 9 февраля 1080 : Арман (ум. после 9 февраля 1080) — виконт Тулузы
- ?—1098 или позднее : Адемар II (ум. 1098 или позднее)